# Beizhai-Gräber
Die Beizhai-Gräber (chinesisch 北寨墓群, Pinyin Běizhài mùqún, englisch Beizhai Tombs) aus der Zeit der späten Östlichen Han-Dynastie befinden sich im Dorf Beizhai, Großgemeinde Jiehu, Kreis Yinan, bezirksfreie Stadt Linyi, Provinz Shandong, Volksrepublik China. Sie wurden 1954 entdeckt.
In den Gräbern wurden 42 Steinreliefs gefunden. Die Steinreliefs des Grabes Nr. 1 beispielsweise zeigen Kriegsszenen, Opferszenen, Prozessionen sowie Musik- und Tanzszenen. Das Yuewu baixi tu 乐舞百戏图 genannte Bild beispielsweise liefert tiefe Einblicke in die Geschichte der chinesischen Akrobatik.
Die Gräber stehen seit 2001 auf der Liste der Denkmäler der Volksrepublik China (5-169).

## Museum
An der Fundstätte wurde ein Museum errichtet, das sogenannte Yinan Han-Gräber Museum (Yinan Hanmu bowuguan), das auch Beizhai Han-Gräber Museum (Beizhai Hanmu bowuguan) genannt wird. 

## Namensvarianten
Die Funde werden in der chinesischen Fachliteratur unter verschiedenen Namen behandelt, darunter Yinan mu huaxiangshi, Beizhai muqun, Yinan Hanmu, Yinan huaxiangshi mu usw.